# 東吉見村
東吉見村（ひがしよしみむら）は、埼玉県比企郡にあった村。現在の吉見町東部にあたる。
1954年に西吉見村・南吉見村・北吉見村と合併して吉見村となり廃止した。

## 地理
- 河川 - 荒川

### 隣接していた自治体
（括弧内は現在の自治体）
- 比企郡
  - 北吉見村（吉見町）
  - 南吉見村（吉見町）
  - 小見野村（川島町）
- 北足立郡
  - 馬室村（鴻巣市）
  - 北本宿村（北本市）

## 歴史
- 1889年4月1日 - 町村制施行に伴い、横見郡大和田村・上銀谷村・谷口村・蚊斗谷村・江和井村・北下砂村・万光寺村・荒子村・丸貫村・下銀谷村・古名村・古名新田・高尾新田・須野子新田・蓮沼新田・久保田新田・飯島新田が合併し、東吉見村となる。
- 1896年3月29日 - 横見郡が廃止され、比企郡に編入される。
- 1954年7月1日 - 西吉見村・南吉見村・北吉見村と合併し、比企郡吉見村となる。